# Charlesbourg-Ouest
Charlesbourg-Ouest est une ancienne municipalité du Québec ayant existé de 1953 à 1973. 

## Histoire
La municipalité de Charlesbourg-Ouest a été constitué par son détachement de la municipalité de Saint-Charles-de-Charlesbourg, le 1er janvier 1953.

### Québec
Après un premier référendum négatif au début des années 1970,
Les représentants municipaux des deux municipalités se sont entendus sur un accord de principe de regroupement le 26 janvier 1972. Par la suite, le 11 mars 1973, un second référendum positif auprès de la population qui accepte le projet d'annexion à Québec. Le 1er mai 1973, Charlesbourg-Ouest est annexé à la ville de Québec . 
Le secteur garde son nom d'origine jusqu'en 1988 où le secteur est appelé Lebourgneuf. L'origine du nom Lebourgneuf tient dans les dernières lettres de Charlesbourg et les premières lettres de Neufchâtel, ces deux secteurs étant situés de part et d'autre de ce quartier

## Liste des maires de Charlesbourg-Ouest
- 1951-1969 : François-Eugène Mathieu
- 1969-1973 : Marc-Omer Giroux